# Список родів, внесених в Оксамитову книгу
Список родів, внесених в Оксамитову (Бархатную) книгу

## А
- Адашеви (XXXXIV, 289)
- Аксакови (див. Оксакови)
- Алабишеви, князі
- Альонкіни, князі (XI, 61)
- Алабишеви (XI, 60)
- Амінови
- Андомські, князі (XXXI, 245)
- Астафьєви (див. Остафьєви)

## Б
- Барашеви-Звенигородські, князі (XII, 105)
- Барбашини, князі (VIII, 36)
- Басманови-Плєщєєви (XVI, 155)
- Бахтєярови-Ростовські, князі (IX, 43)
- Беззубцеви
- Бєльовські, князі (XII, 96)
- Бєлєутови (XXVIII, 231)
- Бєлкіни (XXXX, 279)
- Бєлозерські (XXXI, 243)
- Бєлосельські-Бєлозерські (XXXI, 244)
- Бєлиє-Оболенські, князі
- Бєльські (Рюриковичі) і Бєльські (Гедиміновичі), князі  (IV, 22; XI, 78)
- Березіни, дворяни (XXXVI, 270)
- Березуйські, князі (XXXIV, 261)
- Бирдюкіни-Зайцови (XXVII, 226)
- Боборикіни (Бабарикіни) (XXVI, 222)
- Бобрищеви-Пушкіни (XVII, 166)
- Боброкови (XXV, 210)
- Бокєєви, дворяни
- Боровські, князі (II, 1)
- Бороздіни (XXIX, 232)
- Борятинські, князі  (XII, 112)
- Бриті-Ростовські, князі (IX, 54)
- Буйносови-Ростовські, князі  (IX, 46)
- Булгакови, князі (IV, 13)
- Бутурліни, графи і дворяни (XVII, 172)
- Бичкови-Ростовські, князі  (IX, 54)

## В
- Вадбольські, князі (XXXI, 246)
- Вєкєнтьєви (XXVII, 228)
- Вєкошкіни, князі (XI, 82)
- Великі, Гагіни (Великогагіни), князі
- Вєльямінови, Вєльямінови-Зернови, Вєльямінови-Токмакови (XIV, 140; XIX, 180, 182—183)
- Верейські, князі (II, 4)
- Внукови, дворяни (XXX, 242)
- Волоцькі, князі (II, 6)
- Волинські, дворяни
- Воронцови, ясновельможні князі, графи, дворяни (XIX, 180)
- Воронцови-Вєльямінови
- Вороні-Волинські, дворяни (XXV, 211)
- Воротинські, князі (XII, 97)
- Всеволод-Заболоцькі (XXI, 191)
- Всеволожи, Всеволожські, дворяни
- Вяземські, князі  (X, 55)
- Вельчевські (XX, 55)

## Г
- Гагаріни, князі (XXIII, 200)
- Гагіни (XI, 65)
- Галицькі, князі (II, 2; XXXVI, 269)
- Гвоздєви-Ростовські, князі (IX, 42)
- Глазаті-Шуйські, князі (VIII, 35)
- Глєбови, Глєбови-Стрєшнєви, Шаховські-Глєбови-Стрєшнєви (XXXII, 252)
- Глинські (XIII, 135)
- Годунови, царі і дворяни (XIV, 136, 139)
- Голєніни-Ростовські (IX, 39)
- Голєніщеви-Кутузови, ясновельможні князі, графи і дворяни (XVIII, 179)
- Голібєсовські, князі (XXIII, 199)
- Голіцини, князі (IV, 14)
- Головіни, графи і дворяни (XXXXI, 285)
- Голубі-Ростовські, князі (IX, 53)
- Голигіни, князі (XI, 93)
- Горбаті-Шуйські, князі (VIII, 37)
- Горенські-Оболенські, князі (XII, 125)
- Городецькі, князі
- Горчакови, князі (XII, 102)
- Губасті, дворяни
- Гундорови, князі (XXIII, 206)

## Д
- Данілови (XXX, 240)
- Дашкови, князі (X, 58)
- Дєєви, князі (XI, 80)
- Дмітрієви, дворяни, Дмітрієви-Мамонови, дворяни і графи  (XXX, 241)
- Добринські (XXVII, 225)
- Долгорукови, князі  (XII, 132)
- Дорогобужські, князі (VII, 30)
- Дудіни (XX, 185)
- Дулови, князі  (XI, 95)

## Є
- Єлецькі (XXXVII, 274)
- Єлізарови (XXVII, 227)
- Єропкіни (XXXV, 268)

## Ж
- Жеребцови (XVI, 152)
- Жижемські (X, 56)
- Жирови-Засєкіни (XI, 75)
- Житови (XXIX, 236)
- Жостови (XV, 149)
- Жулєбіни (XVII, 171)

## З
- Заболоцькі, дворяни
- Замятніни, дворяни
- Заозерські, князі   (XI, 69)
- Засєкіни, князі (XI, 73)
- Звенигородські, князі  (XII, 103, 106)
- Звєнцови-Звенигородські, князі  (XII, 108)
- Зєрнови
- Злобіни, дворяни
- Золоті-Оболенські, князі (XII, 127)
- Зубаті, князі (XI, 81)

## І
- Івіни (XXXVI, 272)
- Ігнатьєви, графи і дворяни (XVI, 151)
- Ільїни, дворяни
- Іжеславські (IV, 18)
- Іслєньєви (XIX, 183)

## К
- Каменські (XVII, 177)
- Карачєвські (XII, 99)
- Карголомські, князі (XXXI, 250)
- Карпови-Долматови (XXXIV, 263)
- Касаткіни-Ростовські, князі (IX, 51)
- Катирєви-Ростовські, князі (IX, 45)
- Кашинські, князі
- Кашинцови (XXIX, 235)
- Кашини-Оболенські, князі (XII, 131)
- Квашніни, Квашніни-Самаріни (XX, 184, 189)
- Кемські (XXXI, 248)
- Київські, князі
- Кирдяпіни (VIII, 32)
- Кисловські, дворяни
- Клубкови-Масальські, князі
- Кобиліни (XXVI, 212)
- Коврови, князі
- Козельські, князі
- Козловські (XXXIV, 264)
- Кокорєви (XXVI, 215)
- Кокошкіни
- Колединські (XXIX, 233)
- Кологривови (XVII, 164)
- Колтовські (XXXII, 253)
- Кольцови-Масальські, князі
- Количеви (XXVI, 217)
- Конинські (XII, 114)
- Коновніцини (XXVI, 214)
- Копильські, князі
- Корецькі, князі (IV, 17)
- Коркодінови, князі (X, 57)
- Кошелєви (XVII,168)
- Кошкіни (XXVI, 223)
- Кривоборські, князі (XXIII, 195)
- Кропоткіни, князі (X, 59)
- Кубенські, князі (XI, 69)
- Куракіни, князі (IV, 15)
- Курбські, князі (XI, 66)
- Куріцини (XVII, 176)
- Курлятєви-Оболенські, князі (XII, 116)
- Курчєви (XVII, 161)
- Кутузови (XVIII, 178)

## Л
- Лаптєви (XXXII, 256)
- Ласкорєви (XXXXII, 287)
- Ласткіни (IX, 50)
- Лачінови (II, 336)
- Лєбєдєви (XXXX, 281)
- Лобанови-Ростовські (IX, 52)
- Лодигіни (XXVI, 213-214)
- Лопухіни (XXXII, 257)
- Лошакови-Количєви (XXVI, 219)
- Луговські (XI, 83)
- Лупандіни (XXXII, 258)
- Ликови (XII, 130)
- Львови (XI, 84)
- Льяловські (XXIII, 196)
- Ляпунови (XXXVI, 273)

## М
- Мамонови (XXX, 238-239)
- Мангицькі (XXIV, 209)
- Мезецькі (XII, 111, 113)
- Мєшкови-Плєщєви (XVI, 158)
- Мещерські (XXXVIII, 275)
- Микулинські (VII, 28)
- Можайські (II, 3)
- Молозські (XI, 89)
- Морозови (XV, 142)
- Морткіни (XI, 77)
- Мосальські (XII, 100)
- Москотіньєви (XVI, 153)
- Мстиславські (IV, 18, 23)
- Муромські (VI, 25)
- Мусіни-Пушкіни (XVII, 163)
- Мятлєви (XVII, 174)

## Н
- Нагі (XII, 120)
- Небогаті (XXIII, 201)
- Нєвєжини (XX, 186)
- Немяті-Количєви (XXVI, 220)
- Нєплюєви (XXVI, 221)
- Нєучкіни (XXIII, 198)
- Новосильцови (XXXIX, 276)
- Ногтєви (VIII, 38; XII, 117)
- Ноздрєваті (XII, 109)

## О
- Обєдови (XXXII, 259)
- Оболенські (XII, 115)
- Образцови (XXVI, 216)
- Овцини (II; 319)
- Овчініни (XII, 121)
- Одоєвські (XII, 98)
- Оксакови (XIX, 181)
- Осініни (XXXVI, 271)
- Осиповські (XXIII, 197)
- Остафьєви (XXXII, 254)
- Отяєви (XXXX, 280)
- Охлябініни (XI, 86)
- Охотіни-Плєщєєви (XVI, 156)
- Очіни-Плєщєєви (XVI, 157)

## П
- Палецькі (XXIII, 208)
- Пенінські (XII, 124)
- Пєнькови (XI, 67)
- Пєшкови (XIV, 138)
- Пільємови (XIV, 137)
- Пінські (IV, 21)
- Плєщєєви (XVI, 150, 152, 158)
- Поводови (XVII, 165)
- Пожарські (XXIII, 194)
- Полєви (XXXV, 267)
- Полоцькі (IV, 10, 24)
- Пріімкови (IX, 41)
- Прозоровські (XI, 90)
- Пронські (VI, 26)
- Пужбольські (IX, 49)
- Пусторослєви (XXIX, 234)
- Пушкіни (XVII, 160)
- Пижови (XXXX, 282)
- Пятиє (XVI, 154)

## Р
- Рєпніни (XII, 123)
- Ржевські (XXXIV, 265)
- Рожнови (XVII, 162)
- Розладіни (XX, 188)
- Ромодановські (XXIII, 202)
- Русалкіни (XV, 149)
- Рюміни (XII, 104)
- Ряполовські (XXIII, 203)

## С
- Сабурови (XIV, 136)
- Салтикови (XV, 143)
- Самаріни (XX, 187)
- Сандиревські (XI, 72)
- Свіблови (XVII, 159)
- Сєрєбряниє (XII, 128)
- Симські (XXVII, 229)
- Сісєєви (XI, 63)
- Ситцькі (XI, 88)
- Скопіни (VIII, 33)
- Скрябіни(XXXIV,262)
- Слізньови (XVII, 173-174)
- Слуцькі (IV, 21)
- Сонцови (XI, 74)
- Спашські (XII, 114)
- Спячі (XII, 106)
- Старкови (XXXIII, 260)
- Стародубські (XXIII, 193)
- Стрігіни (XII, 118)
- Сугорські (XXXI, 249)
- Судцькі (XI, 91)

## Т
- Татєви (XXIII, 205)
- Татіщєви (XXII, 192)
- Телепні (XII, 121)
- Телятевські (VII, 29)
- Тьомкіни (IX, 48)
- Темносині (XI, 71)
- Тєряєви (XXXII, 255)
- Товаркови (XVII, 168)
- Токмакови (XII, 109; XIV, 141)
- Толбузіни (XXXIV, 266)
- Торуські (XII, 110)
- Травіни (XXXIV, 262)
- Траханіотови (XXXXIII, 288)
- Третьякови (XXXXI, 286)
- Троєкурови (XI, 62)
- Тростенські (XII, 134)
- Трубецькі (IV, 19)
- Тулупови (XXIII, 207)
- Турєніни (XII, 122)
- Тучкови (XV, 144)
- Тушини (XX, 190)
- Тюфякіни (XII, 126)

## У
- Углицькі (II, 5)
- Ухорські (XI, 85)
- Ухтомські (XXXI, 251)
- Ушатиє (XI, 94)

## Ф
- Філімонови (XV, 146)
- Фоминські (XXXIV, 261)
- Фоміни (XX, 189)

## Х
- Хворостініни (XI, 87)
- Хвостови (XXXX, 277-278)
- Хілкови (XXIII, 204)
- Хлизневи-Количеви (XXVI, 218)
- Хобарови (XXVII, 230)
- Хованські князі  (IV, 12)
- Ховріни (XXXXI, 284)
- Холмські (VII, 27)
- Хотетовські (XII, 101)
- Хохолкови (IX, 44-45)

## Ч
- Чеботови (XVII, 169)
- Чеглокови (XV, 147)
- Челядніни (XVII, 175)
- Чернятинські (VII, 31)
- Черторижські (IV, 20)
- Чулкови (XVII, 170)

## Ш
- Шаміни (XI, 92)
- Шастунови (XI, 64)
- Шаферікови-Пушкіни (XVII, 167)
- Шафрови (XXXX, 283)
- Шаховські (XI, 76)
- Шеїни (XV, 145)
- Шелешпанські (XXXI, 247)
- Шеремєтєви (XXVI, 224)
- Шестови (XV, 148)
- Шехонські (XI, 79)
- Шистови (XII, 107)
- Шишкови (XXIX, 237)
- Шуйські (VIII, 34)
- Шуморовські (XI, 92)

## Щ
- Щенятєви (IV, 16)
- Щепіни (IX, 40; XII, 129)
- Щербатиє (XII, 133)
- Щетініни (XI, 70)

## Ю
- Юхотські (XI, 68)
- Ющетови (XII, 53)

## Я
- Янови (IX, 47)
- Ярославови (XII, 119)